# Leon Barszczewski
Leon Barszczewski, né le 20 février 1849 à Varsovie et mort le 19 mars 1910 à Częstochowa, était un soldat, topographe, naturaliste, glaciologue et explorateur polonais.
À l'exposition de Paris de 1895, il a remporté la médaille d'or pour ses photographies de minéraux.